# Пірс Ентоні
Пірс Ентоні Діллінгем Джейкоб (англ. Piers Anthony Dillingham Jacob, 6 серпня 1934, Оксфорд, Велика Британія) — англійський та американський письменник, що працює в жанрах наукової фантастики і фентезі під іменем Пірс Ентоні (англ. Piers Anthony). Найбільш відомий завдяки циклу романів про вигаданий світ «Ксанс» (англ. Xanth).
Багато творів автора опинилися в списку бестселерів The New York Times. Сам автор вважає своїм головним досягненням мати книги що починаються на всі літери англійського алфавіту (від «Anthonology» до «Zombie Lover»)

## Біографія
Пірс Ентоні народився 6 серпня 1934 року в Оксфорді, в сім'ї Альфреда і Норми Джейкоб. Його батьки були квакерами і під час громадянської війни в Іспанії управляли кухнею для біженців в Барселоні, в цей час Пірс і його сестра виховувались дідусями і виховательками до чотирьох років, потім вони переїхали до батьків в Іспанію. Згодом його батька арештували франкісти, але відпустили з умовою відразу покинути Іспанію. Альфред Джейкоб хоча і мав британське громадянство був народжений в США, тому після повернення з Іспанії в 1940 і погіршенні ситуації в Британії він вирішив емігрувати разом з сім'єю до США. Там вони поселились біля Вінхоллу, Вермонт ведучи спрощений селянський спосіб життя, де Пірс познайомився з відомим радикалістом Скотом Нірінгом. Його батьки відновили свою освітянську роботу, батько згодом став викладачем романських мов.
Пірс спочатку мав проблеми з навчанням (можливо через розлучення батьків), на перехід до другого класу школи він витратив три роки змінивши при цьому п'ять різних шкіл. В 1956 році він отримав ступінь бакалавра мистецтв в коледжі Годдарда. Цього ж року він одружився. До 1957 року він працював на різних роботах, зокрема санітаром в псих-лікарні і технічним писарем. В 1957 році він поступив на службу в армію, через це в 1959 році йому було надано громадянство. Після армії він трохи попрацював викладачем в школі, але вирішив спробувати себе в письменництві. Продавши декілька своїх оповідань він вирішив, що це не може приносити стабільний дохід і тому дальше почав викладати. Аж в 1966 році він залишив роботу, що б знову спробувати себе в літературі.
На даний момент Пірс Ентоні разом з дружиною володіє ділянкою лісу в Флориді. Себе вважає агностиком, за його словами: «… більш певний щодо Бога і життя після смерті: їх не існує».

## Творчість
В 1977 році світ побачив перший роман з циклу про «Ксанс» (англ. Xanth) A Spell for Chameleon. Цей роман виграв премію Августа Дерлета, і після його видання Пірс став відомим. В наступні роки він успішно видав майже сорок книжок, які потрапили в список бестселерів The New York Times. З часом він почав писати і не фентезійні книги, зокрема писав про долю Американських індіанців, еволюцію людства, громадянську війну в Іспанії і Другу світову війну (цикл книг Geodyssey). Компанія Warner Brothers розглядала цикл «Ксанс» як кандидата на екранізацію.

### Серії книг
- Apprentice Adept
  1. Split Infinity (1980)
  2. Blue Adept (1981)
  3. Juxtaposition (1982) (2011)
  4. Out of Phaze (1987) (2015)
  5. Robot Adept (1988) (2016)
  6. Unicorn Point (1989) (2017)
  7. Phaze Doubt (1990) (2017)

- Aton (Атон)
  1. Chthon (1967)
  2. Phthor (1975)

- Battle Circle (Бойовий круг)
  1. Sos the Rope (1968)
  2. Var the Stick (1972)
  3. Neq the Sword (1975)

- Bio of a Space Tyrant (Біографія космічного тирана)
  1. Refugee (1983)
  2. Mercenary (1984)
  3. Politician (1985)
  4. Executive (1985)
  5. Statesman (1986)
  6. The Iron Maiden (2001)

- ChroMagic (ХроМагія)
  1. Key to Havoc (2002)
  2. Key to Chroma (2003)
  3. Key to Destiny (2004)
  4. Key to Liberty (2007)
  5. Key to Survival (2008)

- Cluster (Скупчення)
  1. Cluster (1977)
  2. Chaining the Lady (1978)
  3. Kirlian Quest (1978)
  4. Thousandstar (1980)
  5. Viscous Circle (1982)

- Geodyssey (Геодісея)
  1. Isle of Woman (1993)
  2. Shame of Man (1994)
  3. Hope of Earth (1997)
  4. Muse of Art (1999)
  5. Climate of Change (в роботі)

- Incarnations of Immortality (Втілення безсмертя)
  1. On a Pale Horse (1983)
  2. Bearing an Hourglass (1984)
  3. With a Tangled Skein (1985)
  4. Wielding a Red Sword (1986)
  5. Being a Green Mother (1987)
  6. For Love of Evil (1988)
  7. …And Eternity (1990)
  8. Under a Velvet Cloak (2007)

- Of Man and Manta (Про людину і мантру)
  1. Omnivore (1968)
  2. Orn (1970)
  3. 0X (1976)

- Mode
  1. Virtual Mode (1991)
  2. Fractal Mode (1992)
  3. Chaos Mode (1993)
  4. DoOon Mode (2001)

- Pornucopia
  1. Pornucopia (1989) (2002)
  2. The Magic Fart (2003)

- Tarot (написана як один роман, але видавець поділив його на частини)
  1. God of Tarot (1977)
  2. Vision of Tarot (1980)
  3. Faith of Tarot (1980)
(продовження в серії Cluster).

- Xanth (Ксанс)
  1. A Spell for Chameleon (1977)
  2. The Source of Magic (1979)
  3. Castle Roogna (1979)
  4. Centaur Aisle (1982)
  5. Ogre, Ogre (1982)
  6. Night Mare (1983)
  7. Dragon on a Pedestal (1983)
  8. Crewel Lye (1985)
  9. Golem in the Gears (1986)
  10. Vale of the Vole (1987)
  11. Heaven Cent (1988)
  12. Man from Mundania (1989)
  13. Isle of View (1990)
  14. Question Quest (1991)
  15. The Color of Her Panties (1992)
  16. Demons Don't Dream (1993)
  17. Harpy Thyme (1994)
  18. Geis of the Gargoyle (1995)
  19. Roc and a Hard Place (1995)
  20. Yon Ill Wind (1996)
  21. Faun & Games (1997)
  22. Zombie Lover (1998)
  23. Xone of Contention (1999)
  24. The Dastard (2000)
  25. Swell Foop (2001)
  26. Up In A Heaval (2002)
  27. Cube Route (2003)
  28. Currant Events (2004)
  29. Pet Peeve (2005)
  30. Stork Naked (2006)
  31. Air Apparent (2007)
  32. Two to the Fifth (2008)
  33. Jumper Cable (2009)
  34. Knot Gneiss (2010)
  35. Well-tempered Clavicle (2011)
  36. Luck of the Draw (2012)
  37. Esrever Doom (2013)
  38. Board Stiff (2014)
  39. Five Portraits (2015)
  40. Isis Orb (2016)
  41. Ghost Writer in the Sky (2017)

### Окремі твори
- Макроскоп (Macroscope, 1969)
- Hasan (1969)
- Prostho Plus (1971)
- Race Against Time (1973)
- Rings of Ice (1974)
- Triple Detente (1974)
- But What of Earth?
- Steppe (1976)
- Mute (1981)
- Anthonology (1985, збірка оповідань)
- Ghost (1986)
- Shade of the Tree (1986)
- Total Recall (1989) (новелізація однойменного фільму)
- Hard Sell (1990)
- Firefly (1990)
- Balook (1990)
- Tatham Mound (1991)
- MerCycle (1991)
- Alien Plot (1992, збірка оповідань)
- Killobyte (1993)
- Volk (1996)
- Realty Check (1999)
- Relationships (2006, збірка оповідань)
- Relationships, Vol. 2 (2007)
- Relationships, Vol. 3 (2008)
- Tortoise Reform (2007)

### Твори написані в співавторстві
- Kelvin of Rud (серія «Кельвін з Рада», з Робертом Е. Маргрофом)
  - Dragon's Gold (1987)
  - Serpent's Silver (1988)
  - Chimaera's Copper (1990)
  - Orc's Opal (1990)
  - Mouvar's Magic (1992)

- Jason Striker (серія «Джейсон Страйкер», з Роберто Фуентесом)
  - Kiai! (1974)
  - Mistress of Death (1974)
  - Bamboo Bloodbath (1974)
  - Ninja's Revenge (1975)
  - Amazon Slaughter (1976)
  - Curse of the Ninja (1976)

- The Ring (1968, з Робертом Е. Маргрофом)
- The ESP Worm (1970, з Робертом Е. Маргрофом)
- Pretender (1979, з Френсіс Холл)
- Through the Ice (1989, з Робетром Корнуайзом)
- Dead Morn (1990, з Роберто Фуентесом)
- The Caterpillar's Question (1992, з Філіпом Хосе Фармером)
- If I Pay Thee Not in Gold (1993, з Мерседес Лакі)
- The Willing Spirit (1996, з Альфредом Телла)
- Spider Legs (1998, з Кліффордом А. Піковером)
- Quest for the Fallen Star (1998, з Джеймсом Річі і Аланом Ріггсом)
- Dream a Little Dream (1999, з Джулі Брейді)
- The Gutbucket Quest (2000, з Роном Лемінгом)
- The Secret of Spring (2000, з Джо Енні Тош)
- Starkweather: Immortal 0 (2007, з Девідом А. Родрігесом)

## Нагороди
- 1967 — номінація на премію Небула за роман «Хтон» (англ. Chthon)
- 1968 — номінація на премію «Гюго» за роман «Хтон»
- 1969 — номінація на премію «Гюго» за оповідання «Getting Through University»
- 1970 — номінація на премію «Гюго» за роман «Макроскоп»
- 1978 — премія «British Fantasy Society» за роман «Закляття для хамелеона» (англ. A Spell for Chameleon)